# Trahie (film, 1991)
Pour plus de détails, voir Fiche technique et Distribution.
Trahie ou Trompée au Québec (Deceived) est un thriller américain réalisé par Damian Harris, sorti en 1991.

## Synopsis
Adrienne Saunders est une femme épanouie, mariée à un marchand d'art, Jack, et mère d'une petite fille, Mary. Mais leur bonheur s'assombrit lorsque le directeur du musée où travaille Jack est retrouvé assassiné. Jack est aussitôt suspecté de vendre de faux trésors et ce dernier meurt aussitôt dans un accident de voiture. Lorsqu'elle découvre que son mari lui cachait des secrets, Adrienne apprend qu'elle a vécu avec un homme qu'elle connaissait peu et mal. Alors qu'elle mène son enquête sur lui, elle tombe aussitôt dans un piège machiavélique...

## Fiche technique
- Titre original : Deceived
- Titre français : Trahie
- Titre québécois :  Trompée
- Réalisation : Damian Harris
- Scénario : Mary Agnes Donoghue et Bruce Joel Rubin
- Musique : Thomas Newman
- Photographie : Jack N. Green
- Montage : Neil Travis
- Production : Ellen Collett, Wendy Dozoretz et Michael Finnell
- Sociétés de production : Touchstone Pictures et Aysgarth Productions
- Société de distribution : Buena Vista Pictures
- Pays d'origine :  États-Unis
- Langue : anglais
- Genre : thriller
- Durée : 104 minutes
- Dates de sortie :
  -  États-Unis : 27 septembre 1991
  -  France : 29 avril 1992

## Distribution
- Goldie Hawn (VF : Monique Thierry ; VQ : Claudine Chatel) : Adrienne Saunders
- John Heard (VF : Edgar Givry ; VQ : Jean-Luc Montminy) : Jack Saunders/Frank Sullivan/Dan Sherman
- Robin Bartlett (VQ : Johanne Léveillé) : Charlotte
- Ashley Peldon (VQ : Sabrina Germain) : Mary Saunders
- Beatrice Straight : la mère d'Adrienne
- George R. Robertson : le père d'Adrienne
- Tom Irwin : Harvey Schwartz
- Jan Rubes (VQ : Jean Fontaine) : Tomasz
- Anais Granofsky : Ellen
- Heidi Von Palleske (VQ : Élizabeth Lesieur) : Mrs. Peabody
- Stanley Anderson (VQ : Yves Massicotte) : détective Kinsella
- Francesca Butler (VF : Claire Guyot) : Lillian
- Amy Wright : Evelyn Saunders
- Kate Reid : Rosalie Sullivan
- Maia Filar (VQ : Émilie Durand) : Carol Gingold